# Fisión nuclear

Fisión nuclear de un átomo de uranio-235.

En física nuclear, la fisión (no confundir con la fusión nuclear) es la división de un núcleo en núcleos más livianos, además de algunos subproductos como neutrones libres, fotones (generalmente rayos gamma) y otros fragmentos del núcleo como partículas alfa (núcleos de helio) y beta (electrones y positrones de alta energía) además de gran cantidad de energía. Su descubrimiento se debe a Otto Hahn y Lise Meitner, aunque fue el primero el único en recibir el premio Nobel por el mismo.
La fisión nuclear de los elementos pesados fue descubierta el 17 de diciembre de 1938 por el alemán Otto Hahn y su ayudante Fritz Strassmann a propuesta de la física austro-sueca Lise Meitner que la explicó teóricamente en enero de 1939 junto con su sobrino Otto Robert Frisch. Frisch dio nombre al proceso por analogía con la fisión binaria de las células vivas. En el caso de los nucleidos pesados, se trata de una reacción exotérmica que puede liberar grandes cantidades de energía, tanto en forma de radiación electromagnética como de energía cinética de los fragmentos. Al igual que la fusión nuclear, para que la fisión produzca energía, la energía de enlace total de los elementos resultantes debe ser mayor que la del elemento inicial.
La fisión es una forma de transmutación nuclear porque los fragmentos resultantes (o átomos hijos) no son el mismo elemento que el átomo padre original. Los dos (o más) núcleos producidos suelen ser de tamaños comparables pero ligeramente diferentes, normalmente con una relación de masas de los productos de aproximadamente 3 a 2, para  fisibles comunes, isótopo común. La mayoría de las fisiones son binarias (producen dos fragmentos cargados), pero ocasionalmente (de 2 a 4 veces por cada 1000 eventos), se producen tres fragmentos cargados positivamente, en una fisión ternaria. El más pequeño de estos fragmentos en los procesos ternarios varía en tamaño desde un protón hasta un núcleo de argón.
Aparte de la fisión inducida por un neutrón, aprovechada y explotada por el ser humano, una forma natural de  desintegración radiactiva espontánea (que no requiere un neutrón) también se denomina fisión, y se produce especialmente en isótopos de muy alto número de masa. La fisión espontánea fue descubierta en 1940 por Fliórov, Pétrzhak, y Kurchátov en Moscú, en un experimento que pretendía confirmar que, sin bombardeo de neutrones, la tasa de fisión del uranio era despreciable, tal y como había predicho Niels Bohr; no era despreciable.
La composición impredecible de los productos (que varían de forma ampliamente probabilística y algo caótica) distingue la fisión de los procesos puramente de efecto túnel como la emisión de protones, la desintegración alfa y la desintegración en racimo, que dan los mismos productos cada vez. La fisión nuclear produce energía para la energía nuclear e impulsa la explosión de armas nucleares. Ambos usos son posibles porque ciertas sustancias llamadas combustibles nucleares sufren la fisión cuando son golpeadas por los neutrones de fisión, y a su vez emiten neutrones cuando se rompen. Esto hace posible una reacción nuclear en cadena autosostenida, que libera energía a un ritmo controlado en un reactor nuclear o a un ritmo muy rápido e incontrolado en un arma nuclear.
La cantidad de energía libre contenida en el combustible nuclear es millones de veces superior a la cantidad de energía libre contenida en una masa similar de combustible químico como la gasolina, lo que hace de la fisión nuclear una fuente de energía muy densa. Sin embargo, los productos de la fisión nuclear son, por término medio, mucho más radiactivos que los elementos pesados que normalmente se fisionan como combustible, y permanecen así durante mucho tiempo, dando lugar a un problema de residuos nucleares. La preocupación por la acumulación de residuos nucleares y el potencial destructivo de las armas nucleares se contrapone al deseo pacífico de utilizar la fisión como fuente de energía.

## Mecanismo

Representación visual de un evento de fisión nuclear inducida donde un neutrón de movimiento lento es absorbido por el núcleo de un átomo de uranio-235, que se fisiona en dos elementos más ligeros de movimiento rápido (productos de fisión) y neutrones adicionales. La mayor parte de la energía liberada está en forma de velocidades cinéticas de los productos de fisión y los neutrones.

Rendimientos de producto de fisión en masa para la fisión de neutrones térmicos de U-235, Pu-239, una combinación de los dos típicos de los reactores de energía nuclear actuales, y U-233 utilizado en el ciclo del torio

La fisión de núcleos pesados es un proceso exotérmico, lo que supone que se liberan cantidades sustanciales de energía. El proceso genera mucha más energía que la liberada en las reacciones químicas convencionales, en las que están implicadas las cortezas electrónicas; la energía se emite, tanto en forma de radiación gamma como de energía cinética de los fragmentos de la fisión, que calentarán la materia que se encuentre alrededor del espacio donde se produzca la fisión.
La fisión se puede inducir por varios métodos, incluyendo el bombardeo del núcleo de un átomo fisionable con una partícula de la energía correcta; la partícula es generalmente un neutrón libre. Este neutrón libre es absorbido por el núcleo, haciéndolo inestable (a modo de ejemplo, se podría pensar en la inestabilidad de una pirámide de naranjas en el supermercado, al lanzarse una naranja contra ella a la velocidad correcta). El núcleo inestable entonces se partirá en dos o más pedazos: los productos de la fisión que incluyen dos núcleos más pequeños, hasta siete neutrones libres (con una media de dos y medio por reacción), y algunos fotones. 
Los núcleos atómicos lanzados como productos de la fisión pueden ser varios elementos químicos. Los elementos que se producen son resultado del azar, pero estadísticamente el resultado más probable es encontrar núcleos con la mitad de protones y neutrones del átomo fisionado original. 
Los productos de la fisión son generalmente altamente radiactivos, no son isótopos estables; estos isótopos entonces decaen, mediante cadenas de desintegración.

### Descomposición radiactiva
La fisión nuclear puede producirse sin bombardeo de neutrones como un tipo de desintegración radiactiva. Este tipo de fisión (llamada fisión espontánea) es poco frecuente, excepto en algunos isótopos pesados.

### Reacción nuclear
En los dispositivos nucleares de ingeniería, esencialmente toda la fisión nuclear se produce como una "reacción nuclear", un proceso impulsado por un bombardeo que resulta de la colisión de dos partículas subatómicas. En las reacciones nucleares, una partícula subatómica colisiona con un núcleo atómico y provoca cambios en él. Las reacciones nucleares son, por tanto, impulsadas por la mecánica del bombardeo, y no por el decaimiento exponencial relativamente constante y la vida media característica de los procesos radiactivos espontáneos.
Actualmente se conocen muchos tipos de reacciones nucleares. La fisión nuclear se diferencia de forma importante de otros tipos de reacciones nucleares, en que puede ser amplificada y a veces controlada mediante una reacción nuclear en cadena (un tipo de reacción en cadena general). En una reacción de este tipo, los neutrones libres liberados por cada evento de fisión pueden desencadenar aún más eventos, que a su vez liberan más neutrones y causan más fisiones.  
Los elementos químicos isótopos que pueden mantener una reacción de fisión en cadena se llaman combustible nuclear y se dice que son fisionables. Los combustibles nucleares más comunes son el 235U (el isótopo de uranio con número de masa 235 y de uso en reactores nucleares) y 239Pu (el isótopo del plutonio con número de masa 239). Estos combustibles se descomponen en una gama bimodal de elementos químicos con masas atómicas centradas cerca de 95 y 135 u ( productos de fisión). La mayoría de los combustibles nucleares se someten a la fisión espontánea solo muy lentamente, decayendo en su lugar principalmente a través de una alfa-beta durante períodos de milenios a eones. En un reactor nuclear o en un arma nuclear, la inmensa mayoría de los eventos de fisión son inducidos por el bombardeo con otra partícula, un neutrón, que a su vez es producido por eventos de fisión anteriores.
La fisión nuclear en los combustibles fisionables es el resultado de la energía de excitación nuclear producida cuando un núcleo fisionable captura un neutrón. Esta energía, resultante de la captura del neutrón, es el resultado de la fuerza nuclear atractiva que actúa entre el neutrón y el núcleo. Es suficiente para deformar el núcleo en una "gota" de doble lóbulo, hasta el punto de que los fragmentos nucleares superan las distancias a las que la fuerza nuclear puede mantener unidos dos grupos de nucleones cargados y, cuando esto ocurre, los dos fragmentos completan su separación y luego se separan aún más por sus cargas mutuamente repulsivas, en un proceso que se hace irreversible con una distancia cada vez mayor. Un proceso similar ocurre en los isótopos fisionables (como el uranio-238), pero para poder fisionar, estos isótopos requieren energía adicional proporcionada por los  neutrones rápidos (como los producidos por la fusión nuclear en las  armas termonucleares).
El modelo de gota líquida del núcleo atómico predice productos de fisión de igual tamaño como resultado de la deformación nuclear. El más sofisticado modelo de capas nuclear es necesario para explicar mecánicamente la ruta hacia el resultado energéticamente más favorable, en el que un producto de fisión es ligeramente más pequeño que el otro. Una teoría de la fisión basada en el modelo de cáscara ha sido formulada por Maria Goeppert Mayer.
El proceso de fisión más común es la fisión binaria, y produce los productos de fisión señalados anteriormente, a 95±15 y 135±15 u. Sin embargo, el proceso binario se produce simplemente porque es el más probable. En cualquier lugar de 2 a 4 fisiones por 1000 en un reactor nuclear, un proceso llamado fisión ternaria produce tres fragmentos cargados positivamente (más neutrones) y el más pequeño de ellos puede variar desde una carga y masa tan pequeña como un protón (Z = 1), hasta un fragmento tan grande como el argón (Z = 18). Sin embargo, los fragmentos pequeños más comunes se componen en un 90% de núcleos de helio-4 con más energía que las partículas alfa de la desintegración alfa (los llamados "alfas de largo alcance" a ~ 16 MeV), además de núcleos de helio-6, y tritones (los núcleos de tritio). El proceso ternario es menos común, pero sigue produciendo una importante acumulación de gas de helio-4 y tritio en las barras de combustible de los reactores nucleares modernos.

## Fisión fría y rotura de pares de nucleones
La mayor parte de las investigaciones sobre fisión nuclear se basan en la distribución de masa y energía cinética de los fragmentos de fisión. Sin embargo, esta distribución es perturbada por la emisión de neutrones por parte de los fragmentos antes de llegar a los detectores. 
Aunque con muy baja probabilidad, en los experimentos se han detectado eventos de fisión fría, es decir fragmentos con tan baja energía de excitación que no emiten neutrones. Sin embargo, aun en esos casos, se observa la rotura de pares de nucleones, la que se manifiesta como igual probabilidad de obtener fragmentos con número par o impar de nucleones. Los resultados de estos experimentos permiten comprender mejor la dinámica de la fisión nuclear hasta el punto de escisión, es decir, antes de que se desvanezca la fuerza nuclear entre los fragmentos.

## Energéticos

### Aporte

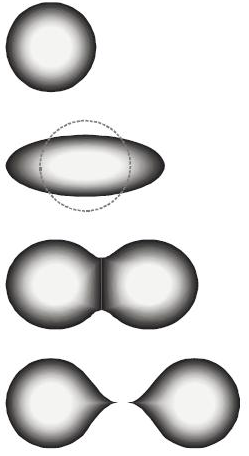
Etapas de la fisión binaria en un modelo de gota líquida. La entrada de energía deforma el núcleo en forma de "cigarro" grueso, luego en forma de "maní", seguida de fisión binaria cuando los dos lóbulos exceden la distancia de atracción de fuerza nuclear de corto alcance, luego se separan y se alejan por su carga eléctrica. En el modelo de gota de líquido, se predice que los dos fragmentos de fisión tendrán el mismo tamaño. El modelo de capa nuclear permite que difieran en tamaño, como se suele observar experimentalmente.

La fisión de un núcleo pesado requiere una energía total de entrada de unos 7 a 8 millones de electronvoltios (MeV) para superar inicialmente la fuerza nuclear que mantiene el núcleo en una forma esférica o casi esférica, y a partir de ahí, deformarlo en una forma de dos lóbulos ("cacahuete") en la que los lóbulos son capaces de seguir separándose entre sí, empujados por su carga positiva mutua, en el proceso más común de fisión binaria (dos productos de fisión con carga positiva + neutrones). Una vez que los lóbulos nucleares han sido empujados hasta una distancia crítica, más allá de la cual la fuerza fuerte de corto alcance ya no puede mantenerlos unidos, el proceso de su separación procede de la energía de la electromagnética de repulsión entre los fragmentos. El resultado son dos fragmentos de fisión que se alejan el uno del otro, a alta energía.
Alrededor de 6 MeV de la energía de entrada de la fisión es suministrada por la simple unión de un neutrón extra al núcleo pesado a través de la fuerza fuerte; sin embargo, en muchos isótopos fisionables, esta cantidad de energía no es suficiente para la fisión. El uranio-238, por ejemplo, tiene una sección transversal de fisión casi nula para neutrones de energía inferior a un MeV. Si no se aporta energía adicional por ningún otro mecanismo, el núcleo no se fisionará, sino que se limitará a absorber el neutrón, como ocurre cuando el U-238 absorbe neutrones lentos e incluso alguna fracción de neutrones rápidos, para convertirse en U-239. La energía restante para iniciar la fisión puede ser suministrada por otros dos mecanismos: uno de ellos es más energía cinética del neutrón entrante, que es cada vez más capaz de fisionar un núcleo pesado  fisionables a medida que supera una energía cinética de un MeV o más (los llamados  neutrones rápidos). Estos neutrones de alta energía son capaces de fisionar directamente el U-238 (véase la aplicación del arma termonuclear, donde los neutrones rápidos son suministrados por la fusión nuclear). Sin embargo, este proceso no puede darse en gran medida en un reactor nuclear, ya que una fracción demasiado pequeña de los neutrones de fisión producidos por cualquier tipo de fisión tiene suficiente energía para fisionar eficientemente el U-238 (los neutrones de fisión tienen una energía modal de 2 MeV, pero una  mediana de solo 0,75 MeV, lo que significa que la mitad de ellos tienen menos de esta energía insuficiente).
Entre los elementos pesados actínidos, sin embargo, aquellos isótopos que tienen un número impar de neutrones (como el U-235 con 143 neutrones) enlazan un neutrón extra con 1 a 2 MeV adicionales de energía sobre un isótopo del mismo elemento con un número par de neutrones (como el U-238 con 146 neutrones). Esta energía de enlace adicional está disponible como resultado del mecanismo de los efectos de emparejamiento de neutrones. Esta energía extra es el resultado del principio de exclusión de Pauli que permite que un neutrón extra ocupe el mismo orbital nuclear que el último neutrón del núcleo, de manera que ambos forman un par. Por lo tanto, en estos isótopos no se necesita energía cinética de los neutrones, ya que toda la energía necesaria es suministrada por la absorción de cualquier neutrón, ya sea de la variedad lenta o rápida (los primeros se utilizan en los reactores nucleares moderados, y los segundos en los  reactores de neutrones rápidos y en las armas). Como se ha señalado anteriormente, el subgrupo de elementos fisionables que pueden fisionarse eficazmente con sus propios neutrones de fisión (provocando así potencialmente una reacción en cadena nuclear en cantidades relativamente pequeñas del material puro) se denominan  fisionables. Ejemplos de isótopos fisibles son el uranio-235 y el plutonio-239.

### Producción
Los eventos de fisión típicos liberan unos doscientos millones de eV (200 MeV) de energía, el equivalente a aproximadamente >2 billones de Kelvin, en cada evento de fisión. El isótopo exacto que se fisiona, y si es o no fisionable o fisible, solo tiene un pequeño impacto en la cantidad de energía liberada. Esto puede verse fácilmente examinando la curva de energía de enlace (imagen inferior), y observando que la energía de enlace media de los núclidos actínidos que empiezan por el uranio es de unos 7,6 MeV por nucleón. Mirando más a la izquierda en la curva de energía de enlace, donde se agrupan los productos de fisión, se observa fácilmente que la energía de enlace de los productos de fisión tiende a centrarse alrededor de 8,5 MeV por nucleón. Así, en cualquier evento de fisión de un isótopo en el rango de masa de los actínidos, se liberan aproximadamente 0,9 MeV por nucleón del elemento de partida. La fisión del U235 por un neutrón lento produce una energía casi idéntica a la fisión del U238 por un neutrón rápido. Este perfil de liberación de energía también es válido para el torio y los diversos actínidos menores.
Por el contrario, la mayoría de las químicas de oxidación, como la quema de carbón o TNT, liberan como mucho unos pocos eVs por evento. Por tanto, el combustible nuclear contiene al menos diez millones de veces más energía utilizable por unidad de masa que el combustible químico. La energía de la fisión nuclear se libera como energía cinética de los productos de fisión y de los fragmentos, y como radiación electromagnética en forma de rayos gamma; en un reactor nuclear, la energía se convierte en calor cuando las partículas y los rayos gamma chocan con los átomos que componen el reactor y su fluido de trabajo, normalmente agua u ocasionalmente agua pesada o sal fundida.

Animación de una explosión de Coulomb en el caso de un grupo de núcleos cargados positivamente, similar a un grupo de fragmentos de fisión. El nivel de matiz de color es proporcional a la carga del núcleo (más grande). Los electrones (más pequeños) en esta escala de tiempo se ven solo de forma estroboscópica y el nivel de tono es su energía cinética.

Cuando un núcleo de uranio se fisiona en dos fragmentos de núcleos hijos, aproximadamente el 0,1 por ciento de la masa del núcleo de uranio aparece como la energía de fisión de ~200 MeV. Para el uranio-235 (energía de fisión media total de 202,79 MeV), típicamente ~169 MeV aparece como la energía cinética de los núcleos hijos, que se separan a un 3% de la velocidad de la luz, debido a la repulsión de Coulomb. Además, se emite una media de 2,5 neutrones, con una media de energía cinética por neutrón de ~2 MeV (total de 4,8 MeV). La reacción de fisión también libera ~7 MeV en rayos gamma inmediatos, en forma de fotones. Esta última cifra significa que una explosión de fisión nuclear o un accidente de criticidad emite alrededor del 3,5% de su energía en forma de rayos gamma, menos del 2,5% de su energía en forma de neutrones rápidos (total de ambos tipos de radiación ~ 6%), y el resto en forma de energía cinética de los fragmentos de fisión (ésta aparece casi inmediatamente cuando los fragmentos impactan con la materia circundante, como simple calor). En una bomba atómica, este calor puede servir para elevar la temperatura del núcleo de la bomba a 100 millones de kelvin y provocar la emisión secundaria de rayos X blandos, que convierten parte de esta energía en radiación ionizante. Sin embargo, en los reactores nucleares, la energía cinética de los fragmentos de fisión permanece en forma de calor de baja temperatura, que en sí misma causa poca o ninguna ionización.
Se han construido las llamadas bombas de neutrones (armas de radiación mejorada) que liberan una mayor fracción de su energía como radiación ionizante (concretamente, neutrones), pero todos estos son dispositivos termonucleares que dependen de la etapa de fusión nuclear para producir la radiación extra. La dinámica energética de las bombas de fisión pura se mantiene siempre en torno al 6% del rendimiento total en radiación, como resultado inmediato de la fisión.
La energía total de la "fisión inmediata" asciende a unos 181 MeV, es decir, a un 89% de la energía total que finalmente se libera por fisión a lo largo del tiempo. El restante ~11% se libera en desintegraciones beta que tienen distintas vidas medias, desintegraciones que se inician inmediatamente después de la generación de los productos de fisión; y en emisiones gamma retardadas asociadas a estas desintegraciones beta. Por ejemplo, en el uranio-235 esta energía retardada se divide en unos 6,5 MeV en partículas beta, 8,8 MeV en antineutrinos (liberados al mismo tiempo que las beta) y, finalmente, unos 6,3 MeV adicionales en emisiones gamma retardadas de los productos de desintegración beta excitados (para un total medio de 10 emisiones de rayos gamma por fisión, en total). Por lo tanto, alrededor del 6,5% de la energía total de la fisión se libera algún tiempo después del evento, como radiación ionizante no inmediata o retardada, y la energía ionizante retardada se divide casi por igual entre energía de rayos gamma y beta.
En un reactor que ha estado funcionando durante algún tiempo, los productos de fisión radiactivos se habrán acumulado hasta alcanzar concentraciones de estado estacionario tales que su tasa de desintegración es igual a su tasa de formación, de modo que su contribución fraccional total al calor del reactor (a través de la desintegración beta) es la misma que estas contribuciones fraccionales radioisotópicas a la energía de fisión. En estas condiciones, el 6,5% de la fisión que aparece como radiación ionizante retardada (gammas y betas retardados de los productos de fisión radiactivos) contribuye a la producción de calor del reactor en estado estacionario de baja potencia. Esta fracción de producción es la que permanece cuando el reactor se apaga repentinamente (sufre un SCRAM). Por esta razón, la producción de calor de desintegración del reactor comienza con un 6,5% de la potencia de fisión en estado estacionario, una vez que el reactor se apaga. Sin embargo, a las pocas horas, debido a la desintegración de estos isótopos, la potencia de desintegración es mucho menor.
El resto de la energía retardada (8,8 MeV/202,5 MeV = 4,3% de la energía total de fisión) se emite como antineutrinos, que en la práctica no se consideran "radiación ionizante". La razón es que la energía liberada como antineutrinos no es captada por el material del reactor en forma de calor, y escapa directamente a través de todos los materiales (incluida la Tierra) a casi la velocidad de la luz, y al espacio interplanetario (la cantidad absorbida es minúscula). La radiación de neutrinos no se clasifica normalmente como radiación ionizante, porque no se absorbe casi en su totalidad y, por tanto, no produce efectos (aunque el rarísimo evento de neutrinos es ionizante). Casi todo el resto de la radiación (el 6,5% de la radiación beta y gamma retardada) se acaba convirtiendo en calor en el núcleo de un reactor o en su blindaje.
Algunos procesos en los que intervienen los neutrones se caracterizan por absorber o producir finalmente energía: por ejemplo, la energía cinética de los neutrones no produce calor inmediatamente si el neutrón es capturado por un átomo de uranio-238 para generar plutonio-239, pero esta energía se emite si el plutonio-239 se fisiona posteriormente. Por otra parte, los llamados neutrones retardados emitidos como productos de desintegración radiactiva con vidas medias de hasta varios minutos, procedentes de las hijas de la fisión, son muy importantes para la control de los reactores, porque dan un tiempo de "reacción" característico para que la reacción nuclear total se duplique, si la reacción se lleva a cabo en una zona de criticidad retardada que depende deliberadamente de estos neutrones para una reacción en cadena supercrítica (en la que cada ciclo de fisión produce más neutrones de los que absorbe). Sin su existencia, la reacción nuclear en cadena sería prontamente crítica y aumentaría de tamaño más rápido de lo que podría ser controlado por la intervención humana. En este caso, los primeros reactores atómicos experimentales se habrían precipitado a una peligrosa y desordenada "reacción crítica inmediata" antes de que sus operadores hubieran podido apagarlos manualmente (por esta razón, el diseñador Enrico Fermi incluyó barras de control con contador de radiación, suspendidas por electroimanes, que podían caer automáticamente en el centro de la Chicago Pile-1). Si estos neutrones retardados se capturan sin producir fisiones, también producen calor.

## Inducción de la fisión
La fisión nuclear de los átomos fue descubierta en 1938 por los investigadores Otto Hahn y Fritz Strassmann a partir del trabajo desarrollado por el propio Hahn junto a Lise Meitner durante años anteriores. Por este descubrimiento recibió en 1944 el Premio Nobel de Química. El estudio de la fisión nuclear se considera parte de los campos de la química nuclear y la física.
- Aunque la fisión es prácticamente la desintegración de materia radiactiva, comenzada a menudo de la manera más fácil posible (inducido), que es la absorción de un neutrón libre, puede también ser inducida lanzando otras cosas en un núcleo fisionable. Estas otras cosas pueden incluir protones, otros núcleos, o aún los fotones de gran energía en cantidades muy altas (porciones de rayos gamma).
- Muy rara vez, un núcleo fisionable experimentará la fisión nuclear espontánea sin un neutrón entrante.
- Cuanto más pesado es un elemento más fácil es inducir su fisión. La fisión en cualquier elemento más pesado que el hierro produce energía, y la fisión en cualquier elemento más liviano que el hierro requiere energía. Lo contrario también es verdad en las reacciones de fusión nuclear (la fusión de los elementos más livianos que el hierro produce energía y la fusión de los elementos más pesados que el hierro requiere energía).
- Los elementos más frecuentemente usados para producir la fisión nuclear son el uranio y el plutonio. El uranio es el elemento natural más pesado; el plutonio experimenta desintegraciones espontáneas y tiene un período de vida limitado. Así pues, aunque otros elementos pueden ser utilizados, estos tienen la mejor combinación de abundancia y facilidad de fisión.

## Reacción en cadena

Reacción en cadena de fisión nuclear esquemática. 1. Un átomo de uranio-235 absorbe un neutrón y se fisiona en dos nuevos átomos (fragmentos de fisión), liberando tres nuevos neutrones y algo de energía de enlace. 2. Uno de esos neutrones es absorbido por un átomo de uranio-238 y no continúa la reacción. Otro neutrón simplemente se pierde y no choca con nada, tampoco continúa la reacción. Sin embargo, el único neutrón choca con un átomo de uranio-235, que luego se fisiona y libera dos neutrones y algo de energía de enlace. 3. Ambos neutrones chocan con átomos de uranio-235, cada uno de los cuales se fisiona y libera entre uno y tres neutrones, que luego pueden continuar la reacción.

Una reacción en cadena ocurre como sigue: un acontecimiento de fisión empieza lanzando 2 o 3 neutrones en promedio como subproductos. Estos neutrones se escapan en direcciones al azar y golpean otros núcleos, incitando a estos núcleos a experimentar fisión. Puesto que cada acontecimiento de fisión lanza 2 o más neutrones, y estos neutrones inducen otras fisiones, el proceso se acelera rápidamente y causa la reacción en cadena. El número de neutrones que escapan de una cantidad de uranio depende de su área superficial. Solamente los materiales fisibles son capaces de sostener una reacción en cadena sin una fuente de neutrones externa.
Para que la reacción en cadena de fisión se lleve a cabo es necesario adecuar la velocidad de los neutrones libres, ya que si impactan con gran velocidad sobre el núcleo del elemento fisible, puede que simplemente lo atraviese o lo impacte, y que este no lo absorba.

## Masa crítica
La masa crítica es la mínima cantidad de material requerida para que el material experimente una reacción nuclear en cadena. La masa crítica de un elemento fisionable depende de su densidad y de su forma física (barra larga, cubo, esfera, etc.). Puesto que los neutrones de la fisión se emiten en direcciones al azar, para maximizar las ocasiones de una reacción en cadena, los neutrones deberán viajar tan lejos como sea posible y de esa forma maximizar las posibilidades de que cada neutrón choque con otro núcleo. Así, una esfera es la mejor forma y la peor es probablemente una hoja aplanada, puesto que la mayoría de los neutrones volarían de la superficie de la hoja y no chocarían con otros núcleos.
También es importante la densidad del material. Si el material es gaseoso, es poco probable que los neutrones choquen con otro núcleo porque hay demasiado espacio vacío entre los átomos y un neutrón volaría probablemente entre ellos sin golpear nada. Si el material se pone bajo alta presión, los átomos estarán mucho más cercanos y la probabilidad de una reacción en cadena es mucho más alta. La alta compresión puede ser alcanzada poniendo el material en el centro de una implosión, o lanzando un pedazo de ella contra otro pedazo de ella muy fuertemente (con una carga explosiva, por ejemplo). Una masa crítica del material que ha comenzado una reacción en cadena se dice que se convierte en supercrítica.

## Moderadores
Únicamente con juntar mucho uranio en un solo lugar no es suficiente como para comenzar una reacción en cadena. Los neutrones son emitidos por un núcleo en fisión a una velocidad muy elevada. Esto significa que los neutrones escaparán del núcleo antes de que tengan oportunidad de golpear cualquier otro núcleo (debido a un efecto relativista).
Un neutrón de movimiento lento se llama neutrón térmico y solamente esta velocidad del neutrón puede inducir una reacción de fisión. Así pues, tenemos cuatro velocidades de neutrones:
- Un neutrón (no-térmico) rápidamente se escapará del material sin interacción.
- Un neutrón de velocidad mediana será capturado por el núcleo y transformará el material en un isótopo (pero no induciría la fisión).
- Un neutrón de movimiento lento (térmico) inducirá a un núcleo a que experimente la fisión.
- Un neutrón móvil realmente lento será capturado o escapará, pero no causará fisión.

Algunos años antes del descubrimiento de la fisión, la manera acostumbrada de retrasar los neutrones era hacerlos pasar a través de un material de peso atómico bajo, tal como un material hidrogenoso. El proceso de retraso o de moderación es simplemente una secuencia de colisiones elásticas entre las partículas de alta velocidad y las partículas prácticamente en reposo. Cuanto más parecidas sean las masas del neutrón y de la partícula golpeada, mayor es la pérdida de energía cinética por el neutrón. Por lo tanto los elementos ligeros son los más eficaces como moderadores de neutrones.
A unos cuantos físicos en los años 30 se les ocurrió la posibilidad de mezclar el uranio con un moderador: si fuesen mezclados correctamente, los neutrones de alta velocidad de la fisión podrían ser retrasados al rebotar en un moderador, con la velocidad correcta, para inducir la fisión en otros átomos de uranio. Las características de un buen moderador son: peso atómico bajo y baja o nula tendencia a absorber los neutrones. Los moderadores posibles son entonces el hidrógeno, helio, litio, berilio, boro y carbono. El litio y el boro absorben los neutrones fácilmente, así que se excluyen. El helio es difícil de utilizar porque es un gas y no forma ningún compuesto. La opción de moderadores estaría entonces entre el hidrógeno, deuterio, el berilio y el carbono. Fueron Enrico Fermi y Leó Szilárd quienes propusieron primero el uso de grafito (una forma de carbono) como moderador para una reacción en cadena. El deuterio es el mejor tecnológicamente (introducido en el agua pesada), sin embargo el grafito es mucho más económico.

## Efectos de los isótopos
El uranio natural se compone de tres isótopos: 234U (0,006%), 235U (0,7%), y 238U (99,3%). La velocidad requerida para que se produzca un acontecimiento de fisión y no un acontecimiento de captura es diferente para cada isótopo.
El uranio-238 tiende a capturar neutrones de velocidad intermedia, creando 239U, que decae sin fisión a plutonio-239, que sí es fisible. Debido a su capacidad de producir material fisible, a este tipo de materiales se les suele llamar fértiles.
Los neutrones de alta velocidad (52.000 km/s), como los producidos en una reacción de fusión tritio-deuterio, pueden fisionar el uranio-238. Sin embargo los producidos por la fisión del uranio-235, de hasta 28 000 km/s, tienden a rebotar inelásticamente con él, lo cual los desacelera. En un reactor nuclear, el 238U tiende, pues, tanto a desacelerar los neutrones de alta velocidad provenientes de la fisión del uranio-235 como a capturarlos (con la consiguiente transmutación a plutonio-239) cuando su velocidad se modera.
El uranio-235 fisiona con una gama mucho más amplia de velocidades de neutrones que el 238U. Puesto que el uranio-238 afecta a muchos neutrones sin inducir la fisión, tenerlo en la mezcla es contraproducente para promover la fisión. De hecho, la probabilidad de la fisión del 235U con neutrones de velocidad alta puede ser lo suficientemente elevada como para hacer que el uso de un moderador sea innecesario una vez que se haya suprimido el 238U.
Sin embargo, el 235U está presente en el uranio natural en cantidades muy reducidas (una parte por cada 140). La diferencia relativamente pequeña en masa entre los dos isótopos hace, además, que su separación sea difícil. La posibilidad de separar el 235U fue descubierta con bastante rapidez en el proyecto Manhattan, lo que tuvo gran importancia para su éxito.